# Sceaux, Hauts-de-Seine
Sceaux är en kommun i departementet Hauts-de-Seine i regionen Île-de-France i norra Frankrike. Kommunen ligger i kantonen Sceaux som tillhör arrondissementet Antony. År 2022 hade Sceaux 20 740 invånare.

## Befolkningsutveckling
Antalet invånare i kommunen Sceaux
| Referens: INSEE |